# شمال بد
شمال بد (به انگلیسی: Bad North) یک بازی ویدیویی استراتژی هم‌زمان است که توسط Plausible Concept (یک استودیوی بازی سازی در مالمو، سوئد، تأسیس شده توسط Oskar Stålberg و Richard Meredith) توسعه یافته و توسط Raw Fury منتشر شده‌است. این بازی در ۲۰ اوت ۲۰۱۸ برای نینتندو سوییچ و سپس برای پلی‌استیشن ۴ و ایکس‌باکس وان در ۲۸ آگوست منتشر شد. نسخه مایکروسافت ویندوز در ۱۶ اکتبر ۲۰۱۸ منتشر شد. نسخه‌ها برای پلتفرم‌های موبایل اندروید و iOS در ۱۶ اکتبر ۲۰۱۹ دنبال شدند.

## گیم پلی
شمال بد بر روی گیم پلی تاکتیک‌های هم‌زمان تمرکز دارد. اهداف اصلی دفاع از پادشاهی در برابر مهاجمان وایکینگ مهاجم که پادشاه را کشتند و راهنمایی مردم جزیره برای تخلیه است. آنها به چند کاشی تقسیم می‌شوند و خانه‌هایی دارند که وایکینگ‌ها از هر گوشه ای به آنها حمله می‌کنند، بنابراین استراتژی بازیکن باید به خوبی برنامه‌ریزی شود تا با محافظت از خانه‌ها، مردم را از دست دشمن نجات دهد. مهاجمان وایکینگ مشعل‌ها را به داخل خانه‌ها می‌کوبند و اگر به‌طور کامل بسوزانند، بازیکن برای آن خانه‌ها سکه به دست نخواهد آورد. طلا برای ارتقاء واحدها و ارتقاء سطح دفاعی فرماندهان مورد نیاز است. بازیکن همچنین می‌تواند آیتم‌هایی را انتخاب کند (که به صورت علامت سؤال در نقشه نشان داده شده‌است) و فرماندهان جدیدی را به ارتش اضافه کند.
این بازی گزینه‌های سختی آسان، معمولی و سخت را ارائه می‌دهد.